# Allas ögon väntar på dig
Allas ögon väntar på dig är en psalm med text till vers 1 är hämtad från Psaltaren 145:15 och 16, vers 2 är skriven av Gunnar Hjort år 1966. Musiken är skriven av Heinrich Schütz.

## Publicerad i
- Psalmer i 90-talet som nr 827 under rubriken "Kyrkan och gudstjänsten"
- Psalmer i 2000-talet som nr 926 under rubriken "Kyrkan och gudstjänsten"
- Svensk psalmbok för den evangelisk-lutherska kyrkan i Finland (1986) som nr762 under rubriken "Sånger för kyrkliga förrättningar Bordsböner".